# Darkstone: Evil Reigns
Darkstone: Evil Reigns (Darkstone ở Bắc Mỹ) là một game nhập vai hành động được hãng Delphine Software International phát triển cho Microsoft Windows và PlayStation. Năm 2014, nhà phát hành Anuman Interactive của Pháp đã cho ra mắt phiên bản làm lại có sẵn trên iPad, iPhone và Android, với sự hợp tác của tác giả bản game gốc Paul Cuisset.

## Cốt truyện
Chúa tể ác quỷ Draak, kẻ có sức mạnh biến mình thành rồng, đã hồi phục sau thất bại trước đó và trở về cùng với tay sai của mình đến thế giới Uma mang lại chết chóc và sự hỗn loạn. Người chơi cố gắng tìm đường đến hang ổ của Draak và giết hắn ta trong trận chiến. Trên đường đi, họ phải xác định vị trí bảy viên tinh thể và sử dụng chúng để tái tạo quả cầu thời gian, mà nếu không có thứ này thì người chơi không thể nào đánh bại nổi Draak.
Có bảy viên tinh thể gồm: Tinh Thể Thông Thái (Crystal of Wisdom) màu tím, Tinh Thể Đức Hạnh (Crystal of Virtue) màu đỏ, Tinh Thể Dũng Cảm (Crystal of Bravery) màu xanh, Tinh Thể Cao Thượng (Crystal of Nobility) màu vàng, Tinh Thể Trắc Ẩn (Crystal of Compassion) màu ngọc lam, Tinh Thể Liêm Chính (Crystal of Integrity) màu xanh lá cây và Tinh Thể Sức Mạnh (Crystal of Strength) màu xám. Những thứ này được kết hợp lại một cách kỳ diệu bởi ẩn sĩ Sebastian nhằm tạo thành Quả Cầu Thời Gian (Time Orb).
Trong phiên bản PC, người dân thị trấn sẽ yêu cầu người chơi thực hiện các nhiệm vụ tùy chọn để đổi lấy tiền. Những nhiệm vụ này hoặc là lấy các cổ vật hoặc giết một con quái vật khét tiếng. Các cổ vật này bao gồm Chén Thánh (Holy Grail), Vương Miện (Royal Diadem), Khiên Ánh Sáng (Shield of Light), Sừng Kỳ Lân (Unicorn's Horn), Vảy Rồng (Dragon's Scale), Đe Ma Thuật (Magic Anvil), Đạo Thư (Path Book), Huy Chương Melchior (Medallion of Melchior), Cuộn Linh Thiêng (Sacred Scroll), Đá Linh Hồn (Stone of Souls), Thanh Kiếm Bị Nguyền Rủa (Cursed Sword), Hoa Bão (Storm Flower), Móng Vuốt Sargon (Claw of Sargon), Đàn Hạc Trời (Celestial Harp), Bản Nhạc Người Hát Rong (Bard's Music Score) và Bình Vỡ (Broken Vase). Những con quái vật là người chuột Buzbal the Furious, ma cà rồng Nosferatu và yêu quái xương Evil Garth.

## Đón nhận

### Doanh số
Ngay ở nước Mỹ, phiên bản PC của Darkstone xuất hiện lần đầu tiên ở vị trí thứ 13 trên bảng xếp hạng doanh số trò chơi máy tính của PC Data vào tháng 8 năm 1999. Công ty đã theo dõi 63.553 doanh số bán hàng trong nước của trò chơi cho đến cuối năm 1999. Con số này đã tăng lên khoảng 75.000 bản vào tháng 3 năm 2000, khiến cây viết của GameSpot là Desslock nhận xét rằng tựa game này "được bán ra khá kém". Tính đến tháng 10 năm 2001, phiên bản PC của Darkstone đã bán được khoảng 130.000 bản tại Mỹ.

### Đánh giá và giải thưởng
Darkstone: Evil Reigns đã nhận được nhiều ý kiến trái chiều. Trang web đánh giá tổng hợp GameRankings chấm cho bản PC với số điểm 77.39% và bản PlayStation với số điểm 65.41%, trong khi phiên bản PlayStation vẫn đứng hạng 58/100 trên Metacritic.
Darkstone từng được đề cử giải thưởng "Game Nhập Vai Hay Nhất" năm 1999 của CNET Gamecenter, nhưng không may là giải này đã thuộc về trò Asheron's Call.